# 蔓茎葫芦茶
蔓茎葫芦茶（学名：Tadehagi pseudotriquetrum）为豆科葫芦茶属下的一个种。